# Polocrosse
Pour les articles homonymes, voir polo (homonymie).

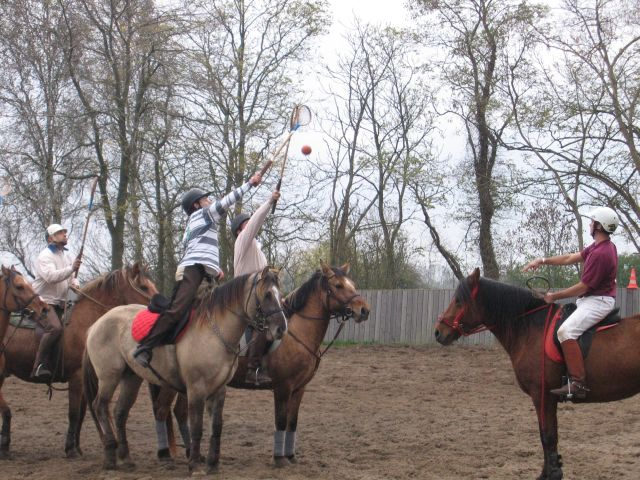
Match de démonstration de polocrosse entre l'équipe d'Angleterre et l'équipe du Marquenterre - Marquenterre - 2004

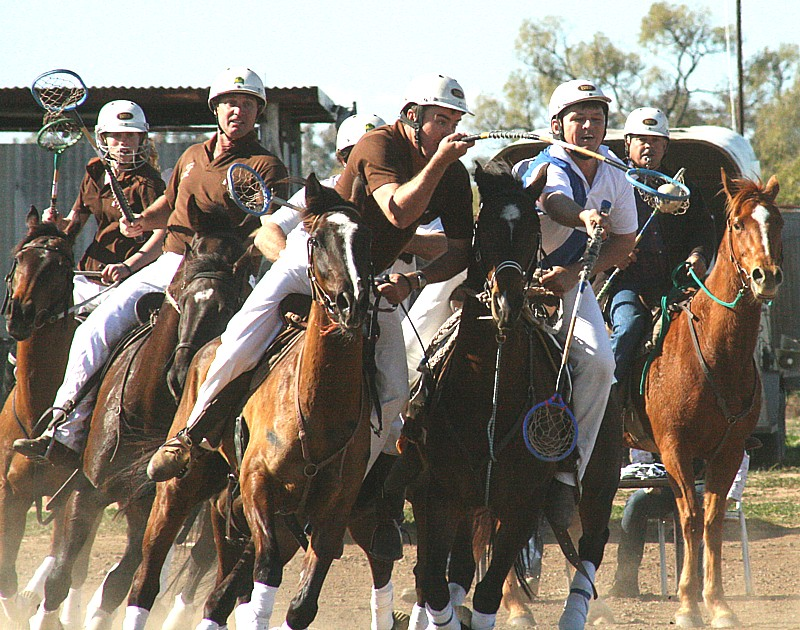
Match de polocrosse en Australie

Le polocrosse est un jeu d'équipe à cheval qui est principalement joué dans le Commonwealth. Mélange de polo et de crosse, il se joue à cheval sur une surface en herbe de la taille d'un terrain de football. Chaque joueur utilise une raquette avec un filet, appelée une crosse, dans laquelle une balle en caoutchouc légère et très élastique est portée et lancée. Le diamètre de la balle est de 20 cm environ. C'est un sport d'équipe équestre fait d'adresse et de stratégie.

## Règles
Le jeu se joue essentiellement au galop. Les joueurs peuvent se faire des passes aériennes en utilisant leur raquette, ramasser la balle à terre ou heurter la raquette d'un adversaire pour la récupérer.
Le but est de marquer le maximum de buts dans le temps de jeu.
À la différence du polo, les joueurs n'ont le droit de monter qu'un seul cheval durant un match. Cette caractéristique de ce sport est imposée afin d'encourager la gestion raisonnable du capital santé des chevaux. Toutes les races de chevaux peuvent jouer. La première équipe française est issue du Club créateur de la discipline en France "Henson Polocrosse France". L'équipe de France a été régulièrement sur le podium  en Coupe d'Europe depuis 2006, elle est gagnante du tournoi des 4 Nations 2010 et de la Coupe du Monde série B (le Challenge International) en 2011. À l'origine l'équipe était entièrement constituée de joueurs montés sur des chevaux de race Henson Henson. L'équipe de France reste fidèle à cette race même si elle ne constitue plus la totalité des effectifs. À haut niveau de jeu lors de rencontres internationales dans de nombreux pays, les montures utilisées sont souvent des pur-sang anglais ou des chevaux de stocks australiens.
Une équipe est composée de six joueurs, répartis en deux sections de trois, qui jouent alternativement des chukkas (ou parties) d'une durée maximum de huit minutes chacune. Un match est composé de six à huit chukkas. 
Les rôles dans chaque section sont clairement définis :
- Le numéro 1 est l'attaquant. Il est le seul autorisé à marquer des buts.
- Le numéro 2 est le meneur de jeu. Il est cantonné à la zone du milieu de terrain
- Le numéro 3 est le défenseur. Il est le seul autorisé à empêcher le numéro 1 adverse de tirer au but.

Cette structure d'équipe a été conçue pour forcer les joueurs à se passer la balle pour marquer un but afin de produire un jeu plus technique, plus rapide, plus aérien, en un mot plus attrayant à regarder. Elle permet aussi d'économiser les chevaux des joueurs qui ne sont momentanément plus concernés par la phase de jeu.
Le terrain officiel a les dimensions de 55 × 146,5 m. Le terrain est divisé en trois zones : les zones de tir au but, dans lesquelles seuls le numéro 1 attaquant et le numéro 3 adverse ont le droit de pénétrer, et les zones du milieu, de 90 m de long, où tout le monde peut jouer. Les buts font 2,50 m de large. Un but n'est pas accepté si le tir n'est pas effectué depuis la zone de tir au but et à au moins 4 m des buts.
Il est interdit de franchir une ligne du terrain en portant la balle dans sa raquette : un équipier doit faire la passe au-dessus de la ligne ou bien le cavalier doit poser la balle à terre, puis franchir la ligne et rattraper la balle. Ce mouvement est appelé le "bounce" (rebond).

Polocrosse au Zimbabwe.
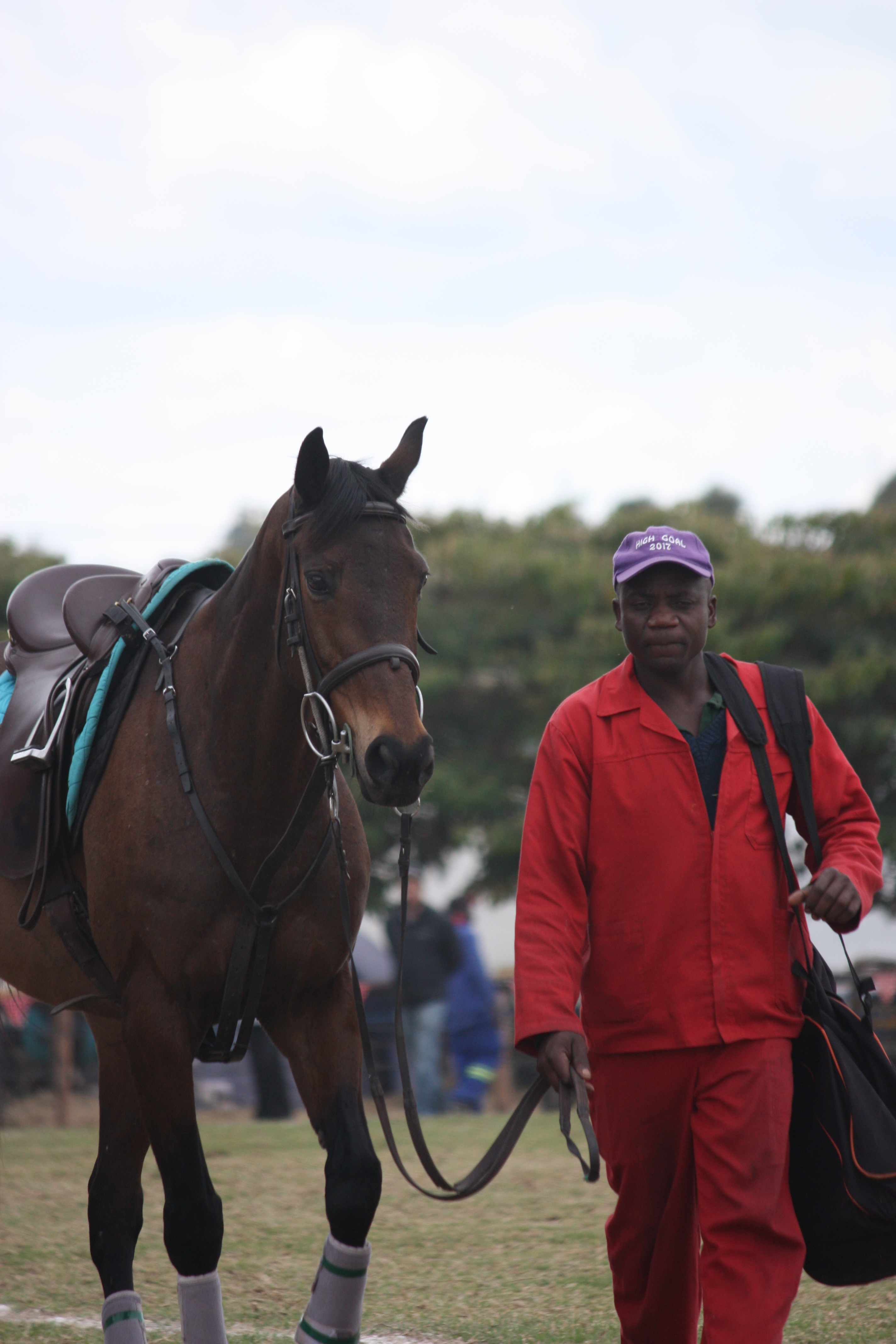
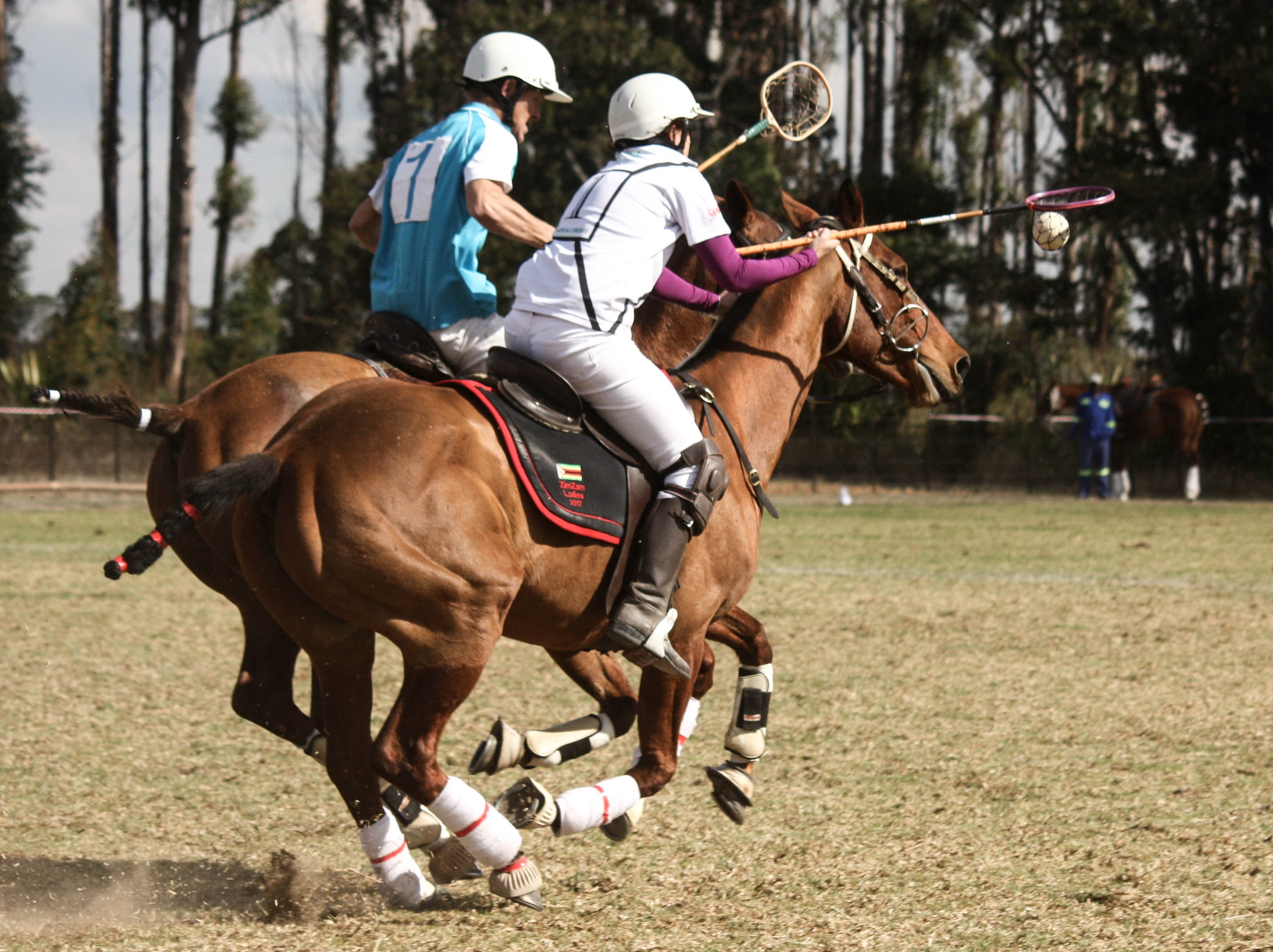
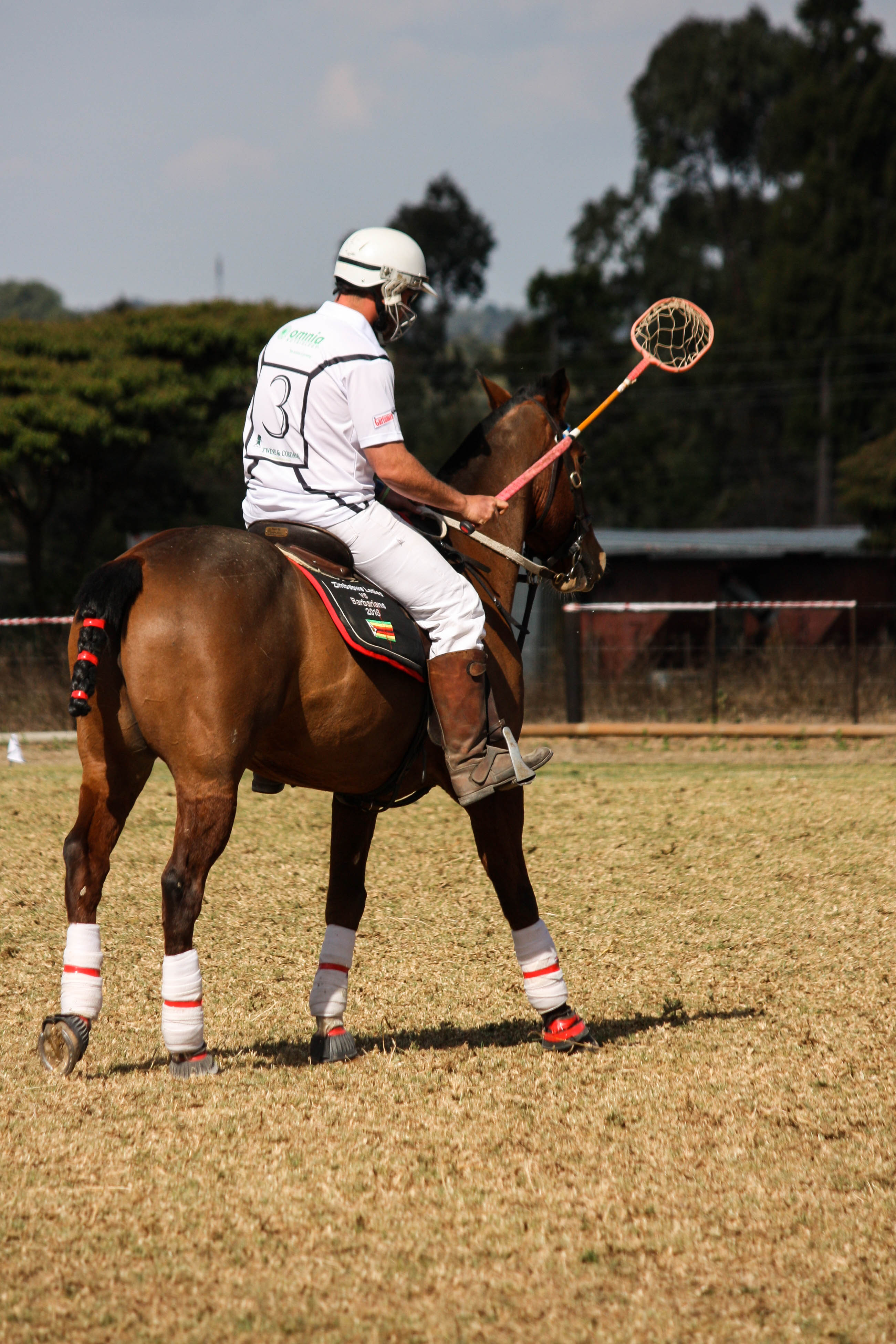
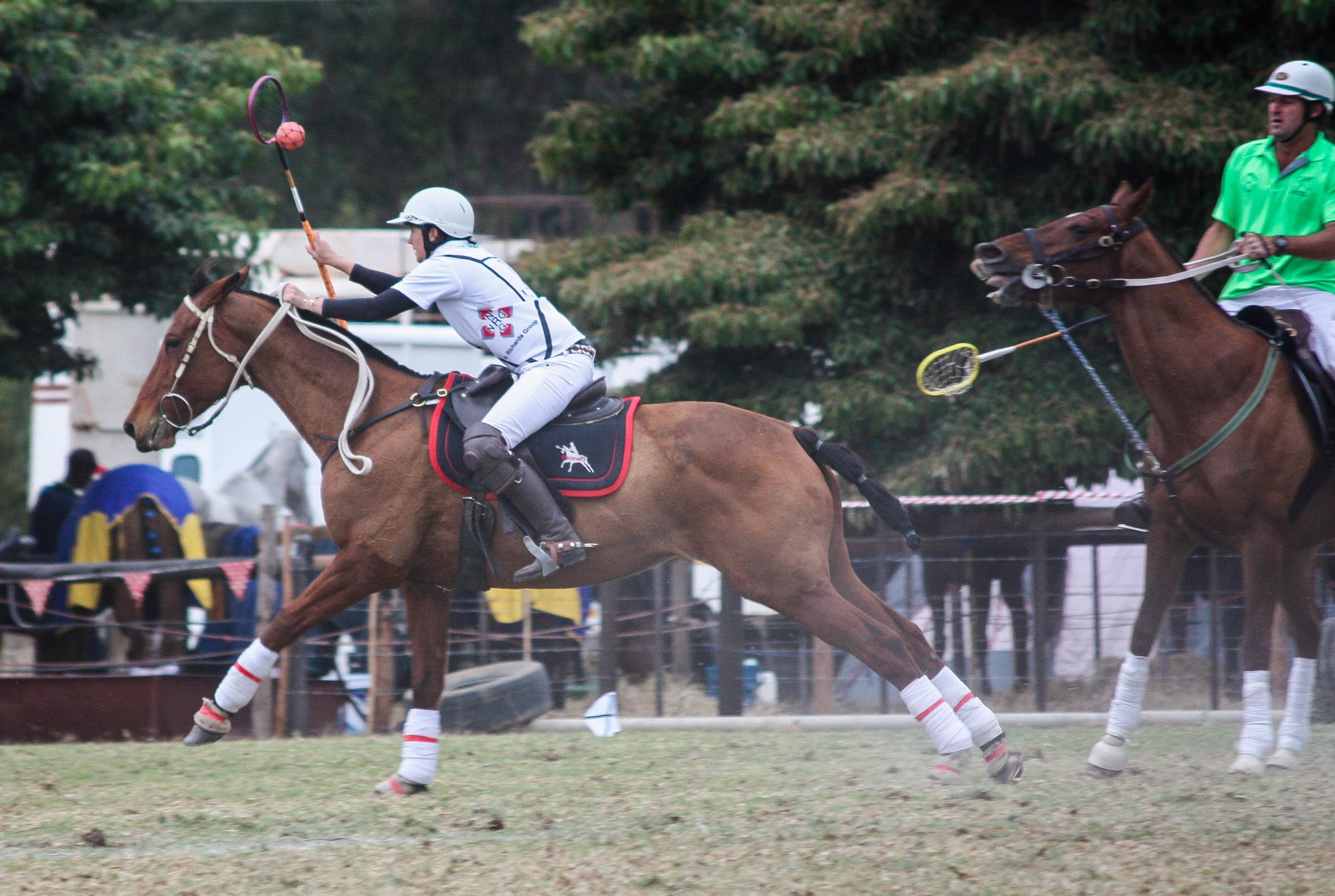
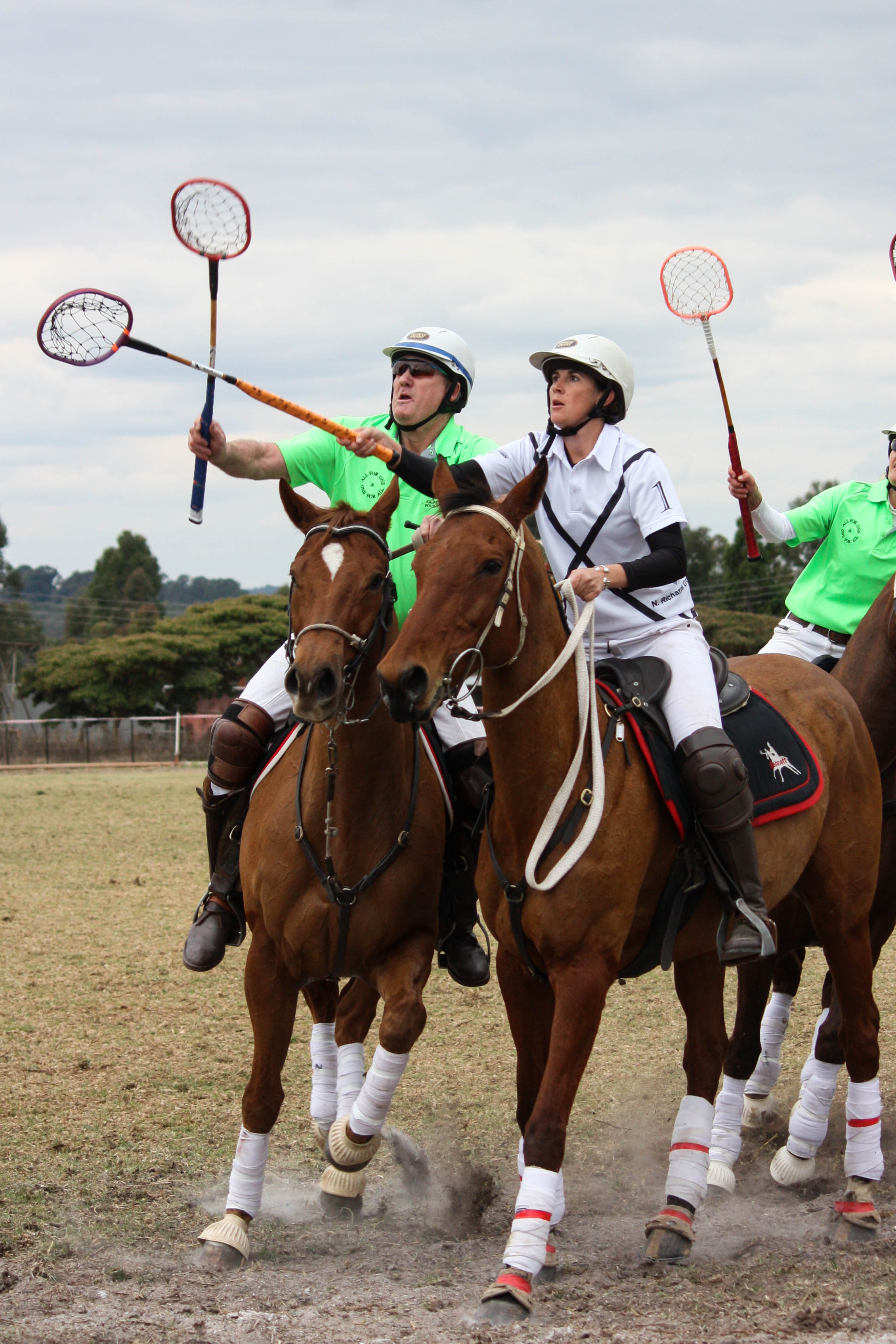
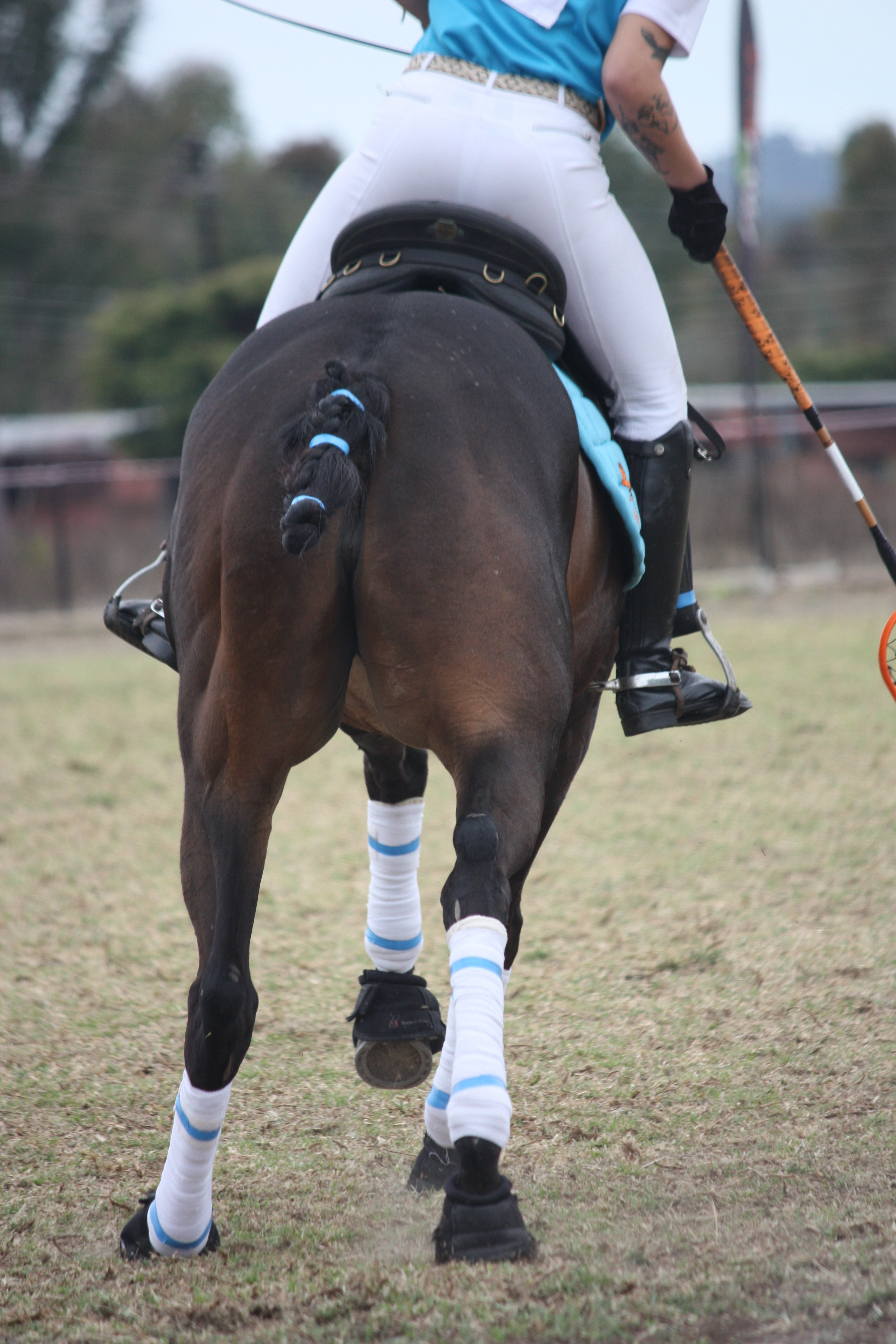

## En France
En France, en 2008, le polocrosse est pratiqué : 
- en baie de Somme par l'équipe Henson Polocrosse France qui a représenté la France pour la première fois en coupe du monde en avril 2007 en Australie et a remporté le tournoi des 4 Nations 2010 et le Challenge International 2011 (Coupe du Monde série B);
- par le club Epona en Corse ;
- par le centre équestre de Longchamp en Ardèche ;
- par Polocrosse Nord de France dans le Pas-de-Calais.
- par le poney club des Ecuries Vaillant en Ardèche.

Le siège de l'association "Henson polocrosse France" qui représente la France à l'IPC (International Polocrosse Council) est à Ponthoile (80860) en baie de Somme.